# Антисемитизам
Антисемитизам представља нетрпељивост, мржњу или предрасуде према Јеврејима, као религијској групи или нацији. Ова појава постоји још од средњег века, а врхунац је достигла средином 20. века када је у геноциду нацистичке Немачке страдало око 6 милиона Јевреја.
У свом основном значењу, антисемитизам не представља мржњу према Семитима, већ само према једном семитском народу, Јеврејима. За мржњу према Арапима, такође семитском етницитету, рећи ће се да је неко расиста, али никада да је антисемита, па би прецизнији назив за овај појам био антијеврејство.
Два су основна и врло повезана испољавања одликовала досадашњу историју негативних односа према Јеврејима. Прво се састоји у означавању Јевреја кривим за различита злодела и назови-злодела током историје (они су издали Христа, они су измислили комунизам, они владају светом, они у својим култовима убијају децу, итд.). Друго је једноставан производ овог првог, а састоји се у позивању на масовно истребљење Јевреја.

## Историја
Различити су и врло сложени разлози за појаву антисемитизма. Вероватно су највише утицала различита злонамерна тумачења Новог завета, основне сакралне књиге хришћанства. По њима, како су Јевреји „криви“ за Христово погубљење, они ће морати и да „плате“ за ту „кривицу“.
Било из зависти или из оправданог револта, током векова је мржња према Јеврејима расла, па су их неке власти још током ренесансе истерале са територија којима су владале. Тако Јевреја (као староседелаца) више нема ни у Шпанији ни у Енглеској. Њихов поновни долазак у те земље тек је новијег датума (после Другог светског рата) и није масован.
Мржња одређених народа према Јеврејима је кулминирала два пута, а данашњи су дани сведоци трећег. Први пут је то било у Шпанији за време инквизиције, када је добар број Јевреја уточиште нашао у прекоокеанском насељавању Америке. Други и најкрвавији пут се догодило у Немачкој средином прве половине 20. века и трајао до краја Другог светског рата, када је, по званичним подацима, у концентрационим логорима широм окупиране Европе убијено више од шест милиона Јевреја.
Такође, обичај је да екстремне националистичке и екстремне десничарске снаге, широм простора на ком живе индоевропски народи, користе демагогију о светској јеврејској завери за циљеве придобијања присталица страхом. Обично говоре како су хришћанство, комунизам, чак и речи као што су начела француске револуције слобода, једнакост, братство „јеврејске измишљотине“ чији је једини циљ владање светом од стране Јевреја.
Треба поменути да је велики број људи значајних за људску историју или садашњост управо јеврејског порекла: Исус Христос, Давид Албахари, Оскар Давичо, Роберт Опенхајмер, Марк Закерберг, Алберт Ајнштајн, Франц Кафка, Карл Маркс, Ноам Чомски, Зигмунд Фројд, Михаил Ботвиник итд. Значајан је број Јевреја и међу великим финансијским магнатима данашњице. Захваљујући својој пословној повезаности и својој раштрканости по свету, они су стекли велико богатство и велики утицај. Та чињеница често уме да изазива подозрење код људи који не припадају том етницитету и нису богати; а то подозрење умеју да користе различити политичари не би ли стигли до власти.

## Порекло речи
Вилијам Мар, Алекс Бејн и Мориц Штајншрајдер се обично наводе као аутори који су први пут употребили израз „антисемитизам“ у контексту мржње према Јеврејима. Хелен Фејн, професор универзитета у Њујорку, дефинисала је антисемитизам као „латентни и стално присутни систем убеђења испуњених мржњом према Јеврејима, удружен са социјалном, правном, легалном дискриминацијом и мобилизацијом против Јевреја, која резултује или је намењена да резултује дистанцирањем од Јевреја, колективним обележавањем Јевреја, протеривањем Јевреја или уништењем Јевреја“.
Диц Беринг са Универзитета у Келну наводи да у основи антисемитизма лежи исконструисани систем веровања да „Јевреји нису само делимично, већ потпуно криви по природи“, то јест, њихове лоше особине су непоправљиве. Због „те своје лоше природе“ Јевреји се не виде као појединци, већ се њихове индивидуалне особине колективизују. Јевреји се доживљавају као странци у околним друштвима који имају за циљ да „донесу катастрофу свом домаћину“ или целом свету. По том систему предубеђења, Јевреји то раде тајно, у завери, па антисемите осећају обавезу да „раскринкају ту завереничку, лошу природу јеврејског карактера"

## Историјат
Иако историјски корени антисемитизма сежу у античко доба, феномен антисемитизма однео је највише људских жртава током средњег века.
- У Првом крсташком рату (1096), велике јеврејске заједнице на Рајни и у Подунављу потпуно су биле уништене.
- У Другом крсташком рату (1147. године) Јевреји у Немачкој су масовно убијани.
- Јевреји су такође били изложени нападима и масовном убијању 1251. и 1320. године.
- Крсташке ратове често су пратили масовни прогони Јевреја, укључујући и прогон 1290. године који је довео до истеривања енглеских Јевреја, а током 1396. године до протеривања 100.000 Јевреја у Француској.
- Током 1421. године, хиљаде Јевреја из Аустрије било је протерано. Многи од прогнаних Јевреја населили су се у Пољску[5]
- Епидемија куге у средњовековној Европи, често је доводила до масовних клевета против Јевреја, те су Јевреји колективно оптуживани за тровање бунара. Као последица тога, 6. јула 1348. године у Стразбуру је 900 Јевреја, укључујући и децу, спаљено на ломачи.[6]
- Током 17. века, Козаци су под вођством Богдана Хмељницког, убили између 100.000 и 200.000 Јевреја у масовним покољима на подручју јужне и источне Украјине[7]
- Јевреји су често били присиљени да живе у издвојеним градским четвртима, у гетоима названим штетл.
- Због прогона у царској Русији, од 1880. до 1924. године, преко 1.750.000 руских Јевреја иселило се у САД, формирајући окосницу јеврејске заједнице у тој земљи.[8]
- Током 20. века, Јевреји су били изложени расном геноциду познатијем као Холокауст, који је довео до истребљења више од половине европских Јевреја, а након рата до исељавања преживелих у новостворену државу Израел[2]